# فيلق الإطفاء في دولة الفاتيكان

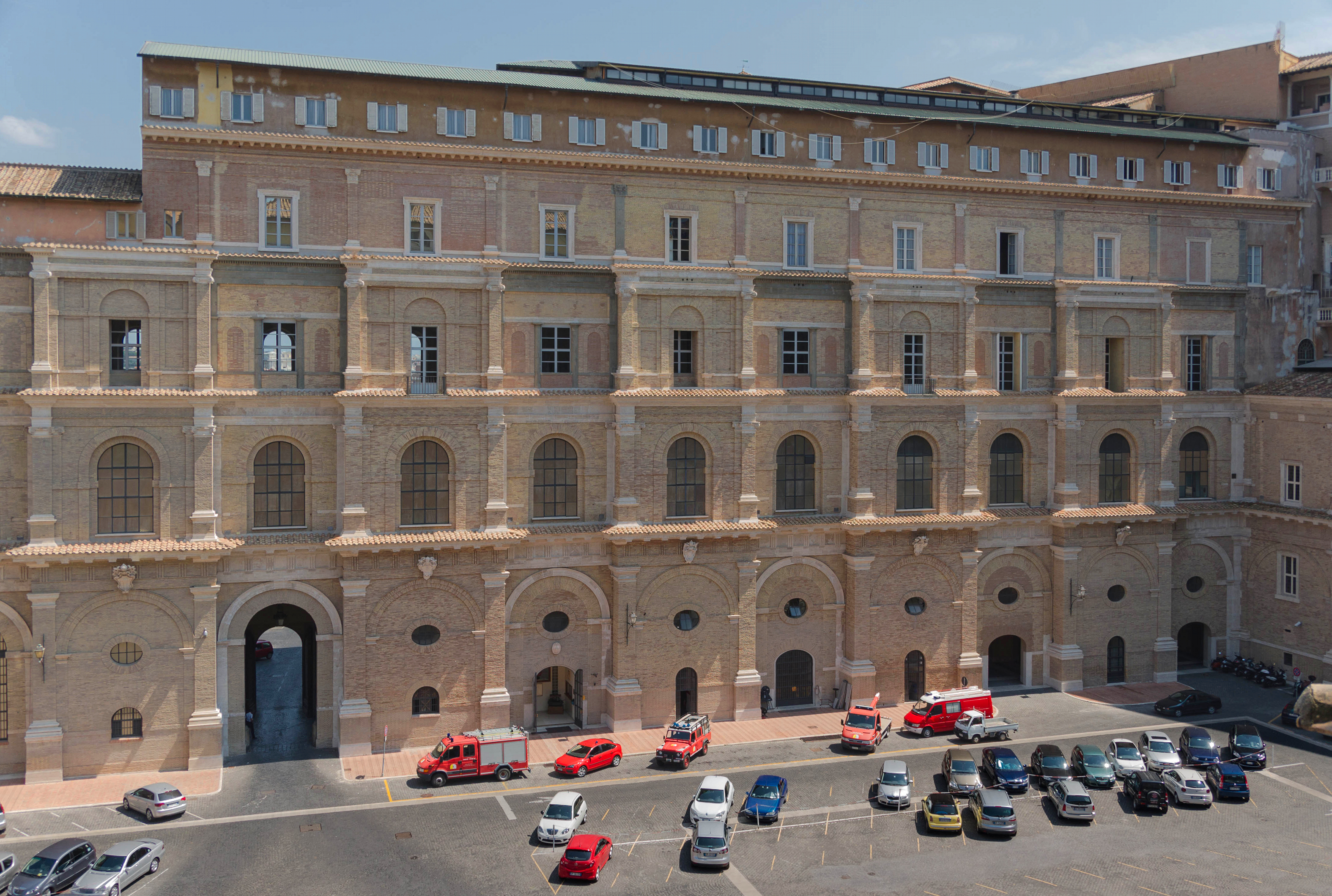
مقر فرقة إطفاء الفاتيكان في ساحة بلفيدير، مدينة الفاتيكان مع بعض المعدات

فيلق الإطفاء في دولة الفاتيكان (الإيطالية: Corpo dei vigili del fuoco dello Stato della Città del Vaticano) هي فرقة الإطفاء التابعة لدولة الفاتيكان. تأسست بشكلها الحالي على يد البابا بيوس الثاني عشر في عام 1941، على الرغم من أن أصولها أقدم من ذلك بكثير.
القديسان الراعيان للفيلق هم البابا ليون الرابع، الذي تنسب إليه التقاليد إخماد حريق في منطقة بورجو بأعجوبة (الحدث الذي يمثله جدارية رافائيل عن الحريق في بورجو) والقديسة بربارة، وهي أيضًا شفيعة رجال الإطفاء في إيطاليا. يصادف يوم 4 ديسمبر ذكرى تأسيس الفيلق.

## تاريخ
منذ عام 1820 على الأقل، كان السلك العسكري للولايات البابوية يتضمن خدمة إطفاء حرائق مسلحة ومنظمة، والتي تظهر زيها الرسمي المتقن في صور من تلك الحقبة محفوظة في أرشيفات الفاتيكان. على الرغم من كونهم رسميًا جزءًا من القوات المسلحة، إلا أنهم أصبحوا بحلول أوائل القرن العشرين منخرطين فقط في مكافحة الحرائق والدفاع المدني.
في عام 1941، أعاد البابا بيوس الثاني عشر تأسيس الخدمة باعتبارها فيلق الإطفاء في دولة مدينة الفاتيكان. كانت تتكون في البداية من 10 أقسام تم تدريبها في مدارس مكافحة الحرائق في روما. وقد أوكلت إلى الفيلق مهمة حماية رئيس دير القديس أنطونيوس، وكان مقره في القصر الرسولي، مع مدخل من فناء البلفيدير، حيث لا يزال موجودًا حتى اليوم.
في عام 2002، وبعد الإصلاح الذي أجراه البابا يوحنا بولس الثاني، انتقل الفيلق من تبعيات مديرية الخدمات الفنية إلى مديرية الحماية المدنية وخدمات الأمن، والتي تغطي أيضًا فيلق الدرك في مدينة الفاتيكان.
يحتفظ الفيلق بمتحف صغير لتاريخ مكافحة الحرائق في الفاتيكان داخل مقره في ساحة بلفيدير.

## التبعية السياسية
من الناحية السياسية، كانت فرقة إطفاء الفاتيكان تحت سيطرة مديرية خدمات الأمن والدفاع المدني، منذ إنشاء هذه الهيئة قانونيًا في 16 يوليو 2002.  المديرية هي قسم من محافظة دولة الفاتيكان. إن مديرية خدمات الأمن والدفاع المدني مسؤولة ليس فقط عن فليق إطفاء الفاتيكان، بل أيضًا عن فيلق الدرك في مدينة الفاتيكان، وعن الاتصال مع الحرس السويسري البابوي، القوة العسكرية للكرسي الرسولي. كما هو الحال مع جميع قوات دولة الفاتيكان، فإن البابا هو رئيس الدولة والقائد الأعلى للفيلق، ويهتم بشكل مباشر بتشغيله.

## المهام والعمليات

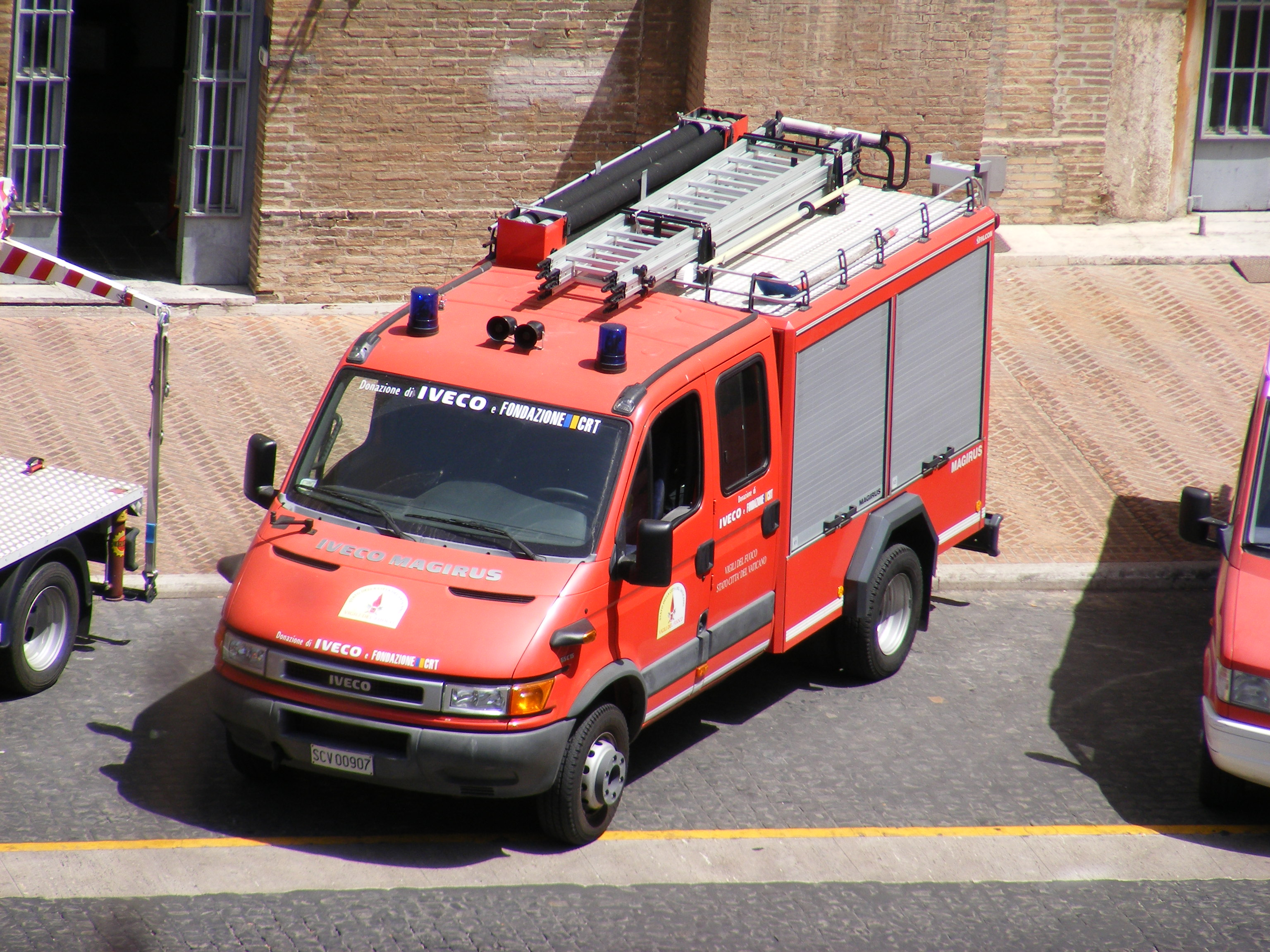
شاحنة إطفاء الحرائق فالكون 1000 في مدينة الفاتيكان.

يقع مقر إدارة الإطفاء في ساحة بلفيدير، وهو موقع مركزي داخل دولة الفاتيكان. كما أن ساحة بلفيدير هي محطة الإطفاء الوحيدة العاملة في الفيلق.

### الإطفاء والإنقاذ والدفاع المدني
وعلى الرغم من أن صغر حجم مدينة الفاتيكان يجعل الحرائق الخطيرة حدثًا نادرًا، إلا أن الفيلق يخرج، في المتوسط، أكثر من مرة كل يوم، للاستجابة لمطالب مهاراتهم المتنوعة فيما يتعلق بالإسعافات الأولية والدفاع المدني والإنقاذ، والسيطرة على الفيضانات، أو ببساطة نقل المركبات، أو توفير معدات الرفع أو النقل.
تشمل واجبات الفيلق تركيب وصيانة أنظمة إنذار الحرائق ومعدات مكافحة الحرائق في جميع أنحاء الدولة، وأيضًا في بعض المواقع خارج الإقليم لدولة الفاتيكان في روما. 
أحد أكثر عمليات الإنقاذ شيوعًا هو إنقاذ السائحين الذين أصبحوا مرضى أو فقدوا اتجاههم أثناء تسلقهم قبة كنيسة القديس بطرس التي يبلغ ارتفاعها 450 قدمًا. 
في يوم الأحد 1 سبتمبر 2019، علق البابا فرنسيس، الذي كان قائدًا عامًا لفيلق إطفاء الفاتيكان، في مصعد معطل (مصعد داخلي) أثناء توجهه لتقديم مقابلته الأسبوعية للحشود في ساحة القديس بطرس. تم إنقاذه من قبل فرقة العمل التابعة لهيئة رجال الإطفاء، وبدأ خطابه بطلب من الحشد المجتمع أن ينضم إليه في جولة من التصفيق لرجال الإطفاء في الفاتيكان. 

### مهام احتفالية
كما أن للهيئة أيضًا بعض الواجبات غير العادية، بما في ذلك المسؤولية عن تشييد وتشغيل المدخنة الشهيرة فوق كنيسة سيستينا بشكل آمن، حيث يشير الدخان الأسود أو الأبيض (على التوالي) إلى عدم انتخاب أو انتخاب بابا جديد أثناء المجمع البابوي. ويشاهد ملايين الأشخاص الحفل (الذي يتضمن حرق أوراق الاقتراع المستخدمة من عملية التصويت في المجمع) سواء بشكل شخصي أو عبر وسائل الإعلام الإخبارية.
ويلعب الفيلق أيضًا دورًا احتفاليًا بسيطًا داخل الدولة، حيث يشكل رجال الإطفاء بالزي الرسمي حرس الشرف في بعض حفلات الاستقبال الرسمية، ووصول ضيوف الشرف، بالإضافة إلى المسيرات (مع ضباط من درك الفاتيكان والحرس السويسري) في المسيرات الاحتفالية في المناسبات الاحتفالية.

### مهبط طائرات الهليكوبتر
كما يقدم سلاح رجال الإطفاء خدمات إطفاء متخصصة في مطار الفاتيكان للطائرات العمودية. يتواجد أعضاء الفيلق في الخدمة في مهبط الطائرات العمودية كلما هبطت أو أقلعت طائرة. 
في عام 2019، تبرعت شركة مان بشاحنة فولكس فاغن كرافتر مزودة بمدفع مياه (قادر على إطلاق نفثات من الماء أو الرغوة) لاستخدامها كجهاز إطفاء رئيسي في مهبط الطائرات. وقد بارك البابا فرانسيس العربة قبل دخولها الخدمة. 

## التوظيف

### الأرقام التشغيلية
في عام 1941، كان فيلق الإطفاء في دولة الفاتيكان يتألف من 10 رجال إطفاء فقط. وقد توسعت الخدمة الحديثة بشكل كبير، حيث يبلغ عدد رجال الإطفاء العاملين فيها حاليًا 37 رجل إطفاء.  إنهم يعملون بنظام الورديات الدورية، مع ثلاث ورديات في اليوم لمدة ثماني ساعات.

### توظيف
يجب على جميع المجندين الجدد أن يكونوا من الذكور، غير متزوجين، عازبين، لا يزيد عمرهم عن 25 عامًا، وممارسين للكاثوليك.   يجب أن تكون جميع الطلبات المقدمة للانضمام إلى الفيلق مصحوبة بشهادة حياة عازبة وممارسة كاثوليكية، موقعة من قبل كاهن رعية كاثوليكي. 
يتلقى الموظفون الجدد تدريبًا أوليًا مع خدمة الإطفاء الإيطالية، في "مدرسة التدريب الأساسية" في روما، قبل نشرهم في الفاتيكان. يتم إجراء التدريب أثناء الخدمة داخليًا من قبل فيلق رجال الإطفاء في مدينة الفاتيكان.

### الرتب
يُوفَّر غطاء ناري على مدار الساعة، مع فرقة دائمة الخدمة، بالتناوب. يُشكِّل عدد من رجال الإطفاء فرقةً تحت إشراف نائب قائد الفريق وقائد الفريق. يُدير الفيلق فريق صغير من كبار الضباط، بقيادة منسق رسمي. المنسق الرسمي الحالي هو باولو دي أنجيليس.
|                | كبار الضباط       | الضباط                     | ضباط الصف                   | ضباط الصف                  | ضباط الصف                   | رجال الإطفاء | طلاب |
| -------------- | ----------------- | -------------------------- | --------------------------- | -------------------------- | --------------------------- | ------------ | ---- |
|                |                   |                            |                             |                            |                             |              |      |
| المنسق الرئيسي | قائد فريق ذو خبرة | قائد فريق من الدرجة الأولى | قائد فريق من الدرجة الثانية | رجل إطفاء من الدرجة الأولى | رجل إطفاء من الدرجة الثانية | طالب إطفاء   |      |

## معدات
إن فيلق الإطفاء في دولة الفاتيكان هي فرقة إطفاء وطنية حديثة ومجهزة تجهيزًا جيدًا، ويرتدي أعضاؤها زيًا واقيًا لمكافحة الحرائق وخوذات. وهم مجهزون للتعامل مع مجموعة واسعة من سيناريوهات مكافحة الحرائق والإنقاذ والإسعافات الأولية والدفاع المدني. إن معداتهم الرئيسية هي أسطول من مركبات الطوارئ، كما هو موضح أدناه. تستخدم جميع أجهزة مكافحة الحرائق (باستثناء المنصة الهيدروليكية الجوية) أنواعًا من المركبات القادرة على التنقل في الشوارع الضيقة والمواقع ذات الوصول المزدحم أو الصعب. تحتوي عربة إطفاء الحرائق الرئيسية وعربة الإنقاذ على أجسام ضيقة بشكل خاص لتسهيل الوصول.

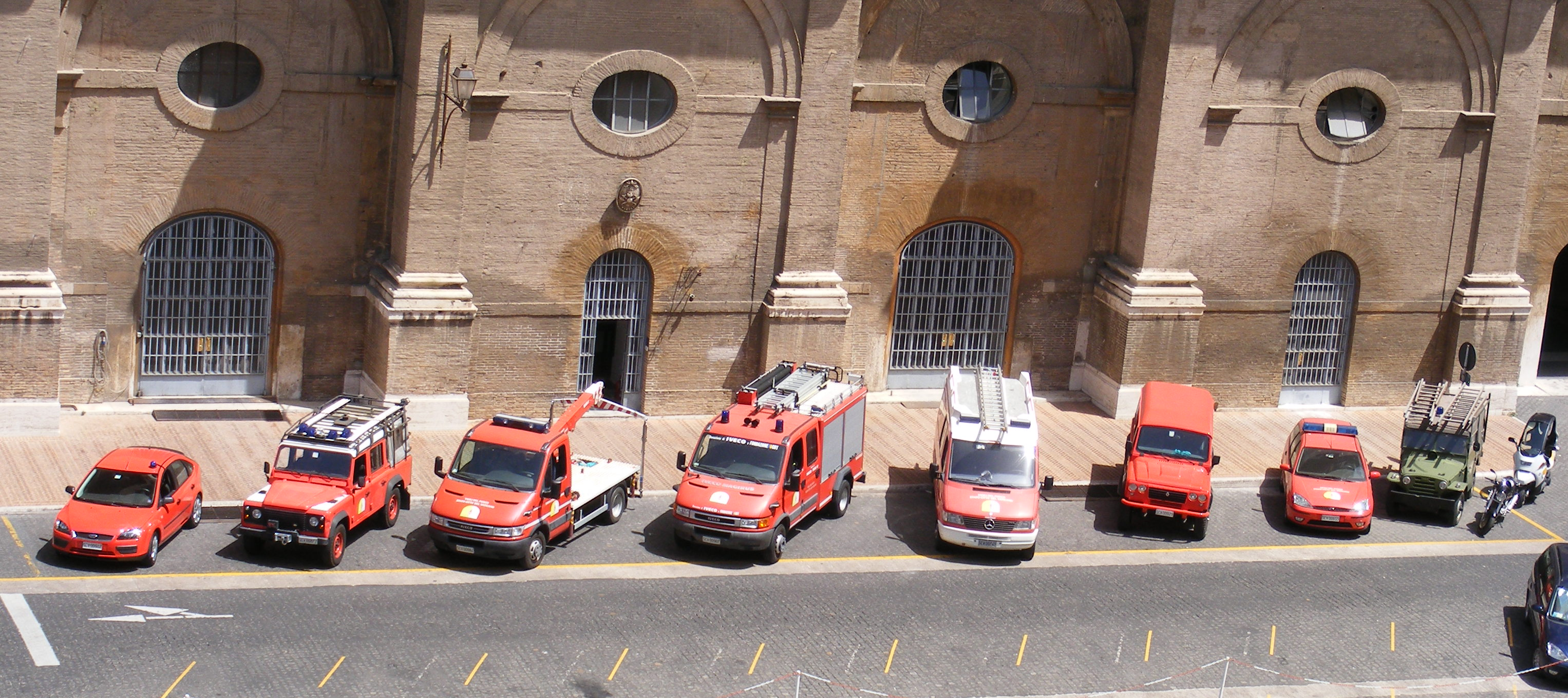
معظم أجهزة إطفاء الحرائق في الفاتيكان معروضة (المنصة الجوية فقط هي الغائبة).

### أجهزة الطوارئ في الخطوط الأمامية
- شاحنة إطفاء ايفيكو ديلي ماجيروس فالكون 1000
- منصة هيدروليكية جوية من مرسيدس بنز إيكونيك
- عربة إنقاذ مرسيدس بنز سبرينتر
- عربة إطفاء لاند روفر 110 رباعية الدفع
- مدفع مياه مان فولكس فاغن كرافتر لمهبط الطائرات

### مركبات الدعم
- شاحنة سحب إيفيكو ديلي
- ناقلة أفراد جيب
- سيارتان فورد فوكس متعددتا الأغراض

### المركبات التاريخية
- عربة فيات كامباجنولا متعدد الأغراض (لا تزال قيد الخدمة من الناحية الفنية)